# Serhij Kulynyč
Serhij Viktorovyč Kulynyč (in ucraino Сергій Вікторович Кулинич?; Mala Tokmačka, 9 gennaio 1995) è un calciatore ucraino, difensore del Muras Junajted.

## Carriera

### Club
Ha giocato nella prima divisione dei campionati ucraino, bielorusso, serbo e lituano.